# 대한민국 민법 제384조
대한민국 민법 제384조는 제삼자의 선택권의 이전에 대한 민법 채권법 조문이다.

## 조문
제384조(제삼자의 선택권의 이전) ① 선택할 제삼자가 선택할 수 없는 경우에는 선택권은 채무자에게 있다.
②제삼자가 선택하지 아니하는 경우에는 채권자나 채무자는 상당한 기간을 정하여 그 선택을 최고할 수 있고 제삼자가 그 기간내에 선택하지 아니하면 선택권은 채무자에게 있다.

第384條(第三者의 選擇權의 移轉) ① 選擇할 第三者가 選擇할 수 없는 境遇에는 選擇權은 債務者에게 있다.
②第三者가 選擇하지 아니하는 境遇에는 債權者나 債務者는 相當한 期間을 定하여 그 選擇을 催告할 수 있고 第三者가 그 期間內에 選擇하지 아니하면 選擇權은 債務者에게 있다.

## 비교 조문
일본민법 제409조(제3자의 선택권) 1. 제3자가 선택을 하여야 할 경우에는 그 선택은 채권자 또는 채무자에 대한 의사표시에 의하여 한다.
2. 전항에 규정하는 경우에 있어서 제3자가 선택을 할 수 없거나, 또는 선택을 할 의사를 가지지 아니한 때는 선택권은 채무자에게 이전된다.

## 참고 문헌
- 오현수, 일본민법, 진원사, 2014. ISBN 978-89-6346-345-2
- 오세경, 대법전, 법전출판사, 2014 ISBN 978-89-262-1027-7
- 이준현, LOGOS 민법 조문판례집, 미래가치, 2015. ISBN 979-1-155-02086-9